# Стан (село)
Стан е село в Североизточна България. То се намира в община Нови пазар, област Шумен.

## История

### Късноантична и средновековна крепостСтаната
Идентифицирана е като Новопазарско градище след наблюденията и проучванията на Анастас Иширков, Георги Баласчев, Карел Шкорпил и Стефан Недев. Намира се на 3 км северно по права линия от центъра на селото, върху рид на платото Стана. От запад, юг и изток е ограничено от стръмни ридове, а от север е издълбан изкуствен ров. Има неправилна форма с площ над 40 дка. Шкорпил отбелязва четири кули на северната стена и вход в северната част на западната стена. Съществувала е през периода V-XI век и вероятно охранява пътя към Марцианопол и Одесос. Надморска височина: 352 м. GPS координати: 43°22’09” С.Ш. и 27°16’07” И.Д.

### Землен вал при село Стан
Старобългарският землен вал при село Стан представлява широко отворена дъга, изпъкнала на изток, разположена в подножието на височината Стана. Североизточната отсечка се намира по двата бряга на река Капаклъдере и достига до покрайнините на селото. Източната отсечка пресича шосето Шумен – Варна и с южния си край достига до местността Коджамезар, североизточно от Зайчино Ореше. Южната отсечка е перпендикулярна на източната и се простира от северния склон на Еневското възвишение до местността Птича могила, североизточно от Енево (област Шумен). Общата дължина на вала е 5,2 км, като двата му края опират до брега на Капаклъдере. Земленият насип е широк до 15 м и е висок до 2,5 м. Ровът е с широчина 10 м и дълбочина 1,2 м.
Най-добра точка за наблюдение на 910 метра от отбивката за село Стан, в посока Варна на пътя вдясно. Правата линия на вала си личи през нивата. Спуска се на 1,22 км в леко югозападна посока на юг от шосето. На същото място трябва да си личи и северно от шосето.

### Варненски кръстоносен поход
Според минезингера Михаел Бехайм на 24 октомври 1444 г. сборната кръстоносна армия на Владислав III Ягело и Янош Хуняди достига укреплението Стан. След четиридневна обсада се разразява яростен бой, при който османският гарнизон е избит, а селището и крепостта са опожарени.

### Османски период
До 7 декември 1934 г. селото носи турското име Гьоджедии.

## Население
Численост на населението според преброяванията през годините:
| \| Година на преброяване \| Численост \| \| --------------------- \| --------- \| \| 1934 \| 1061 \| \| 1946 \| 899 \| \| 1956 \| 824 \| \| 1965 \| 641 \| \| 1975 \| 617 \| \| 1985 \| 506 \| \| 1992 \| 523 \| \| 2001 \| 520 \| \| 2011 \| 398 \| \| 2021 \| 366 \| |           |
| Година на преброяване | Численост |
| 1934 | 1061      |
| 1946 | 899       |
| 1956 | 824       |
| 1965 | 641       |
| 1975 | 617       |
| 1985 | 506       |
| 1992 | 523       |
| 2001 | 520       |
| 2011 | 398       |
| 2021 | 366       |

### Етнически състав

#### Преброяване на населението през 2011 г.
Численост и дял на етническите групи според преброяването на населението през 2011 г.:
|                     | Численост | Дял (в %) |
| Общо                | 398       | 100.00    |
| Българи             | 320       | 80.40     |
| Турци               | 13        | 3.26      |
| Цигани              | 48        | 12.06     |
| Други               | ?         | ?         |
| Не се самоопределят | ?         | ?         |
| Неотговорили        | 16        | 4.02      |

## Религия
На 20 октомври 2019 г. Негово Високопреосвещенство Варненски и Великопреславски митрополит Йоан освети новопостроен православен храм, посветен на Свети великомъченик Димитър Солунски. Това е първият храм на село Стан. Основният му камък е положен през 2013 г. и за 6 години храмът е изграден, благодарение на съдействието на кмета Валентин Димитров.

## Други
След повече от 40-годишно прекъсване, през 2003 година театралната дейност при читалище „Просвета“ е възстановена. Сформирана е трупа от 15 участника-всички жители на селото. Трупата носи името на бележит читалищен деец от близкото минало – Симеон Русакиев. Първата постановка е „Женско царство“ от Ст. Л. Костов – 2004 г. Следващата е „Михал Мишкоед“ от Сава Доброплодни през 2005 г., а през 2006 г. се поставя „Свекърва“ от Антон Страшимиров.
През 2005 г. трупата участва в националния преглед на селските любителски театри, който се провежда в село Кортен. През трите сезона представления се играят в град Нови пазар и селата от област Шумен.
Ръководител на трупата е Пенка Златева, която до 2003 г. е ръководила театрален състав в град Нови пазар.
През 2010 г. читалище „Просвета-1924 г.“, организира първия по рода си в Община Нови пазар, детски събор за народно творчество „Слънчова люлка“. Вече две години в двора на читалището се събират над 130 деца от Нови пазар и селата на Общината, които ни радват със своя талант. Участниците в събора са на възраст от 3 до 18 г. Те се представят с песни, танци, театрални постановки, изложби на рисунки и предмети изработени от деца. През 2007 г., бе успешно представена пиесата „Хопа-тропа към Европа“.